# Dóra Dúró
Dans le nom hongrois Dúró Dóra, le nom de famille précède le prénom, mais cet article utilise l’ordre habituel en français Dóra Dúró, où le prénom précède le nom.
Pour les articles homonymes, voir Duro.
Dóra Dúró, née le 5 mars 1987 à Szentes, est une femme politique hongroise, membre du Mouvement Notre patrie.
Depuis 2010, elle est députée à l'Assemblée nationale.

## Biographie
En septembre 2020, alors que la ville de Nagykáta interdit la diffusion dans ses bibliothèques et ses écoles d'un conte de fée mettant en scène des personnages lesbiens et trans, Dóra Dúró se fait remarquer en passant le livre à la broyeuse lors d'une conférence de presse. Cet évènement se déroule dans un contexte où le gouvernement du Premier ministre Viktor Orban souhaite réduire les droits des personnes LGBT en Hongrie.